# Cavaillon

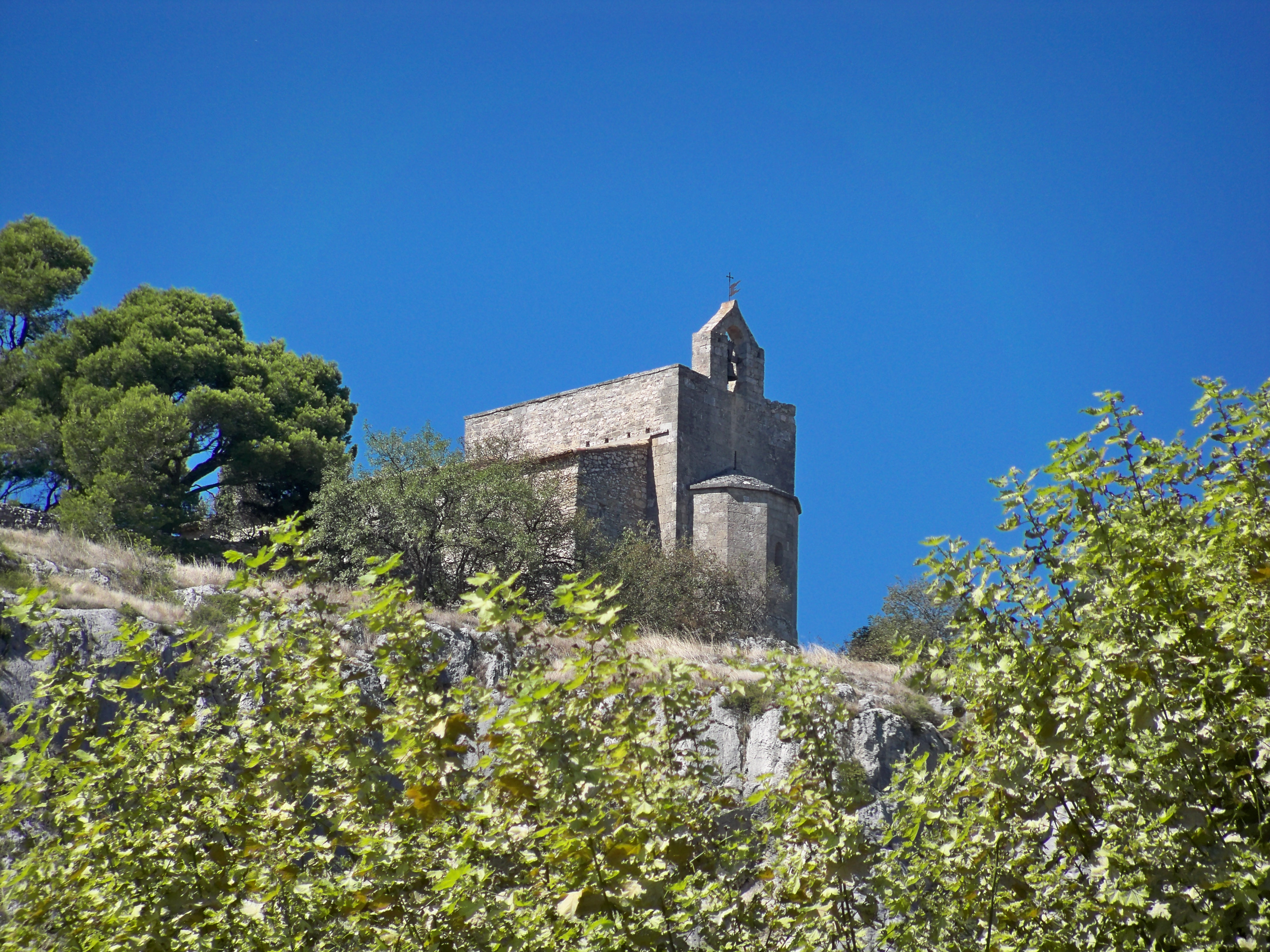
Kaplica św. Jakuba

Cavaillon – miejscowość i gmina we Francji, w regionie Prowansja-Alpy-Lazurowe Wybrzeże, w departamencie Vaucluse. Obejmuje obszar 45,96 km². Burmistrzem miasta do 2008 roku jest Maurice Giro.
Według danych na rok 1999 gminę zamieszkiwały 24 563 osoby, a gęstość zaludnienia wynosiła 534 osoby/km² (wśród 963 gmin regionu Prowansja-Alpy-W. Lazurowe Cavaillon plasuje się na 31. miejscu pod względem liczby ludności, natomiast pod względem powierzchni na miejscu 162.).
Cavaillon jest najbardziej znany ze swoich melonów.

## Zabytki i atrakcje turystyczne
- Kaplica św. Jakuba (fr. Chapelle St-Jacques) położona na wzgórzu nad miastem.
- Muzeum Archeologiczne (fr. Musée Archéologique) ze zbiorami archeologicznymi z pobliskich wykopalisk[1].

## Transport
774 km od Paryża i 24 km od Awinionu.
W pobliżu miejscowości przebiega autostrady A7.
Stacja kolejowa SNCF w centrum miasta.
Droga z Cavaillon +/- 100 km w kierunku Forcalquier.

## Demografia
| 1882 | 1962  | 1968  | 1975  | 1982  | 1990  | 1999  |
| ---- | ----- | ----- | ----- | ----- | ----- | ----- |
| 8544 | 17058 | 18544 | 21259 | 20615 | 23102 | 24563 |

## Kinematografia
Miasto było tłem dla filmów:
- "Happy He Who Like Ulysses" ("Heureux qui comme Ulysse") z Fernandel
- Miniserial "Mistral's Daughter" ("L'Amour en héritage") z Stefanie Powers, Lee Remick, Stacy Keach i Robert Urich (1984)
- "One Deadly Summer" ("L'été meurtrier") z Isabelle Adjani i Alain Souchon
- "Which cursed grass" film Josiane Balasko z Alain Chabat, Victoria Abril i Josiane Balasko
- "Mr. Bean's Holiday" (2006).

## Osoby związane z miastem
- Philippe de Cabassol (1305–1372)
- César de Bus (1544–1607)
- Jean-Charles count Monnier (1758 w Cavaillon - 1857)
- Joseph Chabran (1763 w Cavaillon - 1843)
- Castil-Blaze, krytyk muzyczny, kompozytor, urodzony w Cavaillon w 1784
- Joseph d'Ortigue (1802–1866), krytyk muzyczny, urodzony w Cavaillon w 1802
- Pierre Salinger, amerykański dziennikarz, zmarł w Cavaillon w 2004

## Miasta partnerskie
- Niemcy: Weinheim
- Włochy: Langhirano